# بزوغ كوكب القردة
بزوغ كوكب القردة (بالإنجليزية: Dawn of the Planet of the Apes)‏ هو فيلم خيال علمي أمريكي من إخراج مات ريفيس وتأليف مارك بوماك وريك جافا وبطولة أندي سركيس وجيسون كلارك وغاري أولدمان وتوبي كيبيل وكودي سميت-ماكفي وكيري روسل. الفيلم هو تتمة لنهوض كوكب القردة (2011)، الذي يعد ريبوت لسلسلة كوكب القردة الأصلية. الفيلم هو السادس ضمن السلسة، صدر في 11 يوليو، 2014 في الولايات المتحدة وفي 28 أغسطس، 2014 في الشرق الأوسط.

## بطولة
- أندي سركيس
- غاري أولدمان
- كودي سميت-ماكفي
- كيري روسل

## القصة
بعد أن نجحت القرود المعدلة جينيًا في السيطرة على العالم؛ وإجبار ما تبقى من الجنس البشري بالخضوع للأمر الواقع، يصبح العالم على وشك شهود حرب شرسة جديدة؛ بعد أن قررت مجموعة من البشر المقاومة؛ ومحاولة التصدي لسيطرة القردة.

## الميزانية والإيرادات
بلغت تكلفة إنتاج الفيلم حوالي 170 مليون دولار بينما حقق ارباح تقدر ب 710.6 مليون دولار

## روابط خارجية
- بزوغ كوكب القردة على موقع IMDb (الإنجليزية)
- بزوغ كوكب القردة على موقع ميتاكريتيك (الإنجليزية)
- بزوغ كوكب القردة على موقع روتن توميتوز (الإنجليزية)
- بزوغ كوكب القردة على موقع نتفليكس (الإنجليزية)
- بزوغ كوكب القردة على موقع قاعدة بيانات الأفلام العربية
- بزوغ كوكب القردة على موقع ألو سيني (الفرنسية)
- بزوغ كوكب القردة على موقع أول موفي (الإنجليزية)
- بزوغ كوكب القردة على موقع بوكس أوفيس موجو (الإنجليزية)
- بزوغ كوكب القردة على موقع فيلمافينيتي (الإسبانية)
- بزوغ كوكب القردة على موقع قاعدة بيانات الأفلام السويدية (السويدية)